# Jann Sjursen
Jann Sjursen, né le 23 octobre 1963, est un homme politique danois membre des Chrétiens démocrates et ancien ministre.

### Sources
- (en) Cet article est partiellement ou en totalité issu de l’article de Wikipédia en anglais intitulé « Jann Sjursen » (voir la liste des auteurs).